# ميسكواكي

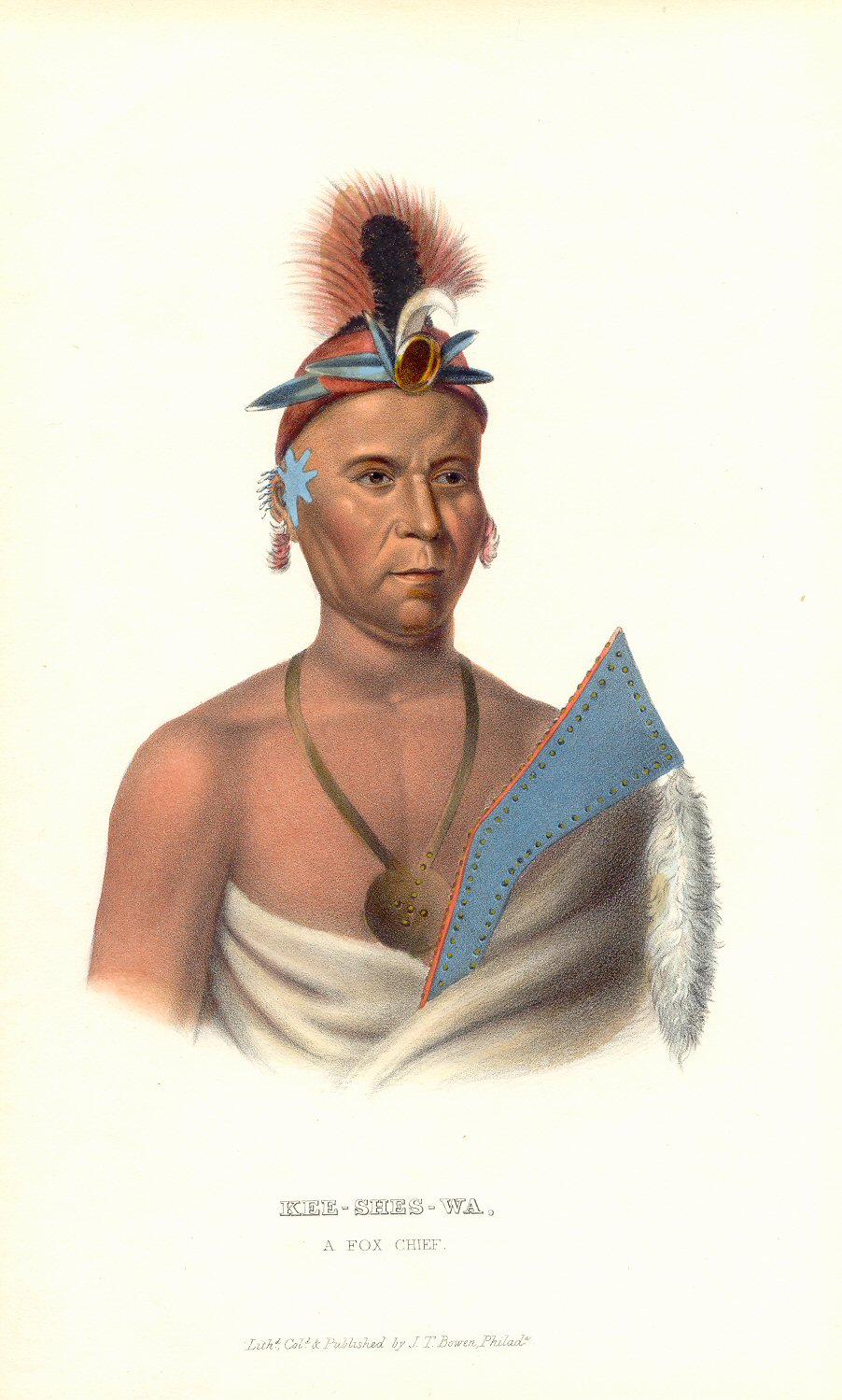
كيشيوا - رئيس قبيلة ميسكواكي

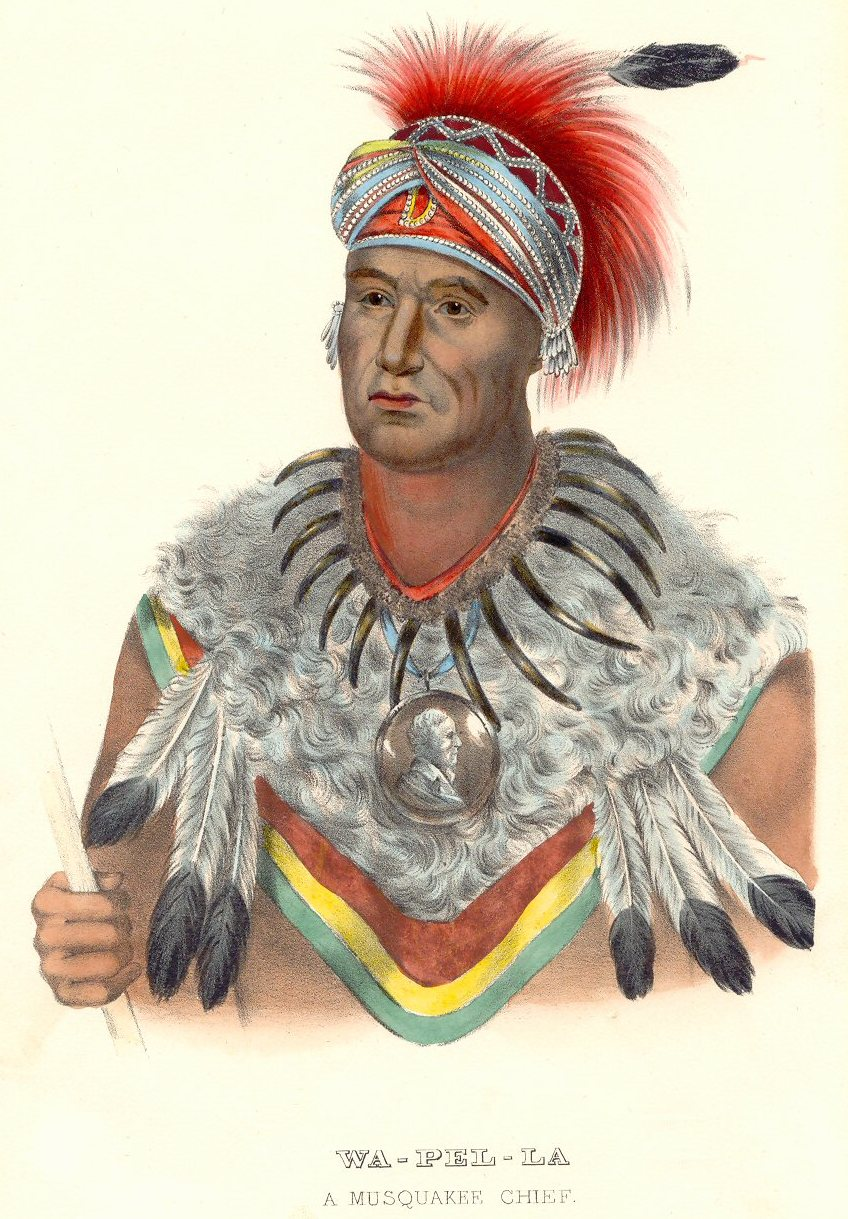
الرئيس وابيلو - رئيس قبيلة ميسكواكي

قبيلة ميسكواكي Meskwaki وسماها الأوروبيون هنود الثعلب أو الثعلب، هي قبيلة من الأمريكيين الأصليين. 
عانى الميسكواكي من حروب مدمرة مع الفرنسيين وحلفائهم من الأمريكيين الأصليين في أوائل القرن الثامن عشر، حيث دمرت إحدى هذه الحروب القبيلة في عام 1730. واستمر الاستعمار والاستيطان الأوروبي الأمريكي في الولايات المتحدة خلال القرن التاسع عشر وأجبر الميسكواكي/ قبيلة الثعلب جنوبًا وغربًا على التوجه إلى المروج العشبية الطويلة في الغرب الأوسط الأمريكي. وفي عام 1851، أقر المجلس التشريعي لولاية أيوا قانونًا غير عادي يسمح لقبيلة الثعالب بشراء الأراضي والبقاء في الولاية. وتمت إزالة قبائل ساك والثعلب الآخرين إلى الأراضي الهندية فيما أصبح يعرف باسم كانساس وأوكلاهوما ونبراسكا.